# Seyed Shamseddin Khareghani
Seyed Shamseddin Khareghani (persisch سید شمس الدین خارقانی) ist ein iranischer Diplomat.

## Leben
Khareghani trat in den diplomatischen Dienst des Irans ein. In den 1980er Jahren war er Geschäftsträger des Irans in Ghana. Nach der Wiedereröffnung der iranischen Botschaft im Vereinigten Königreich in London im Oktober 1990, war er Anfang der 1990er Jahre dort Geschäftsträger seines Landes.
Später war er iranischer Botschafter in Deutschland. Er trat dieses Amt im Januar 2003 an und galt als aufgeschlossen und dialogbereit. Ende 2005 wurde er von dieser Funktion abberufen. Hintergrund war eine weltweite Abberufung von 40 iranischen Botschaftern, die der neuen iranischen Regierung unter Mahmud Ahmadinedschad als zu liberal gegolten haben sollen. Seyed Shamseddin Khareghani war außerdem iranischer Botschafter in den Niederlanden.
Später wurde er Mitglied des Vorstands der Iran Foreign Investments Company.